# 1931

## Події
- 11 березня — у Радянському Союзі заборонені продаж і ввіз Біблій.
- У вересні — відкрито станцію Дніпробуд II у складі новозбудованої лінії Шлюзова — Канцерівка.
- 11 жовтня — Раднаркомом СРСР повністю заборонена приватна власність.
- Засновано ВАТ «Акціонерна компанія Свема».
- Всесоюзна Конференція з боротьби з посухою.

### Наука
- Ернст Руска і Макс Кноль створили прототип електронного мікроскопа.
- Побудова першого циклотрона Е. Лоуренсом.
- Ларс Онсагер довів принцип симетрії кінетичних коефіцієнтів.
- Американський радіоінженер Карл Янський відкрив космічне радіовипромінювання.

### Аварії й катастрофи
- 15 червня — Пароплав Сен-Філібер (Sant Philiber) затонув у Біскайській затоці біля берегів Франції. Загинуло понад 500 чоловік.

## Народились
Дивись також Категорія:Народились 1931
- 5 січня — Роберт Дюваль, американський актор
- 6 січня — Едгар Лоренс Доктороу, американський письменник
- 20 січня — Дейвід Лі, американський фізик
- 1 лютого — Єльцин Борис Миколайович, російський державний і політичний діяч, перший президент Росії (1991—1999)
- 4 лютого — Ісабель Перон, президент Аргентини (1974–76)
- 8 лютого — Джеймс Дін, американський актор
- 2 березня: 
  - Томас Вулф, американський письменник
  - Горбачов Михайло Сергійович, російський політичний діяч, перший і останній президент СРСР (1990–91)
- 3 березня — Дятлов Анатолій Степанович  колишній заступник головного інженера з експлуатації Чорнобильської АЕС
- 6 березня — Олександр Білаш, український композитор
- 11 березня — Руперт Мердок, американський медіамагнат австралійського походження
- 19 березня — Емма Андієвська, українська письменниця, поетка та художниця.
- 23 квітня — Григір Тютюнник, український письменник
- 5 травня — Микола Кондратюк, український співак, педагог
- 10 травня — Етторе Скола, італійський кінорежисер
- 15 травня — Шанковський Ігор, український літературознавець, поет і перекладач.
- 19 травня: 
  - Стефен Янг, актор
  - Девід Вілкерсон, американський християнський проповідник.
- 12 червня — Євгенія Мірошниченко, українська оперна співачка
- 20 червня — Мартін Ландау, актор
- 22 червня — Геннадій Удовенко, український політик
- 23 червня — Григорій Кохан, кінорежисер
- 25 червня — Русанівський Віталій Макарович, український науковець, мовознавець, доктор філологічних наук, академік НАН України
- 10 липня — Альгімантас Масюліс, литовський актор
- 23 липня — Віктор Корчной, шахіст
- 26 липня — Іван Дзюба, український письменник, критик (пом. у 2022).
- 9 серпня — Маріо Загалло, бразильський футболіст
- 20 серпня — Дон Кінг, американський промоутер боксу.
- 23 серпня — Гемілтон Сміт, американський мікробіолог.
- 31 серпня — Жан Беліво, канадський хокеїст.
- 13 вересня — Борис Харчук, український письменник.
- 17 вересня — Енн Бенкрофт, американська акторка, режисерка, сценаристка та співачка (пом. 2005).
- 29 вересня — Аніта Екберг, шведська акторка (пом. 2015).
- 6 жовтня — Ріккардо Джакконі, американський астрофізик італійського походження, лауреат Нобелівської премії з фізики 2002 року «за створення рентгенівської астрономії і винахід рентгенівського телескопа»
- 7 жовтня — Десмонд Туту, перший чорношкірий англіканський архієпископ у Південно-Африканській Республіці
- 8 жовтня — Юліан Семенович Семенов, російський журналіст, письменник
- 11 жовтня — Джим Моррісон, канадський хокеїст
- 13 жовтня — Раймон Копа, французький футболіст
- 19 жовтня — Джон Ле Карре, англійський письменник
- 20 жовтня — Ігор Масленников, російський кінорежисер
- 25 жовтня — Анні Жирардо, французька акторка
- 5 листопада — Айк Тернер, американський музикант, співак
- 6 листопада — Майк Ніколс, американський режисер
- 25 листопада — Нет Еддерлі, американський джазовий корнетист.
- 3 грудня — Іван Данилюк, український математик. Перший директор Інституту прикладної математики і механіки НАН України
- 5 грудня - Тютюнник Григір, український письменник-прозаїк, перекладач, педагог.
- 11 грудня — Ріта Морено, пуерториканська танцюристка, акторка
- 18 грудня — Михайлина Коцюбинська, українська філологиня та літературознавиця, активістка руху шістдесятників

## Померли
Дивись також Категорія:Померли 1931
- Макарушка Остап (1867—пом. 21 листопада 1931) — український філолог і педагог, автор кількох посібників з латинської та старогрецької мов для гімназій, творів для дітей, а також розвідок про Т. Шевченка, О. Маковея, О. Потебню, О. Огоновського.

## Нобелівська премія
- з фізики: премію не присуджували
- з хімії: Карл Бош та Фрідріх Карл Рудольф Бергіус — «За заслуги із запровадження і розвитку методів високого тиску в хімії, що є епохальною подією в області хімічної технології»
- з медицини та фізіології: Отто Генріх Варбург — За відкриття природи та механізму дії дихального ферменту
- з літератури: Ерік Аксель Карлфельдт
- премія миру: Лаура Джейн Аддамс — «Відзначена премією як справжній делегат всіх миролюбних жінок миру»; Ніколас М'юррей Батлер — «За невичерпну енергію і завзяття в справі миру»